# Bronx
Bronx New York városának legészakibb kerülete, amely egybeesik Bronx megyével. A város öt kerülete közül ez az egyetlen, amelynek nagyobb része van szárazföldön, mint szigeten.
A 2010-es népszámlálás adatai szerint 1 385 108 lakosa volt. Ha minden kerület önálló városnak számítana, akkor Bronx volna a kilencedik legnépesebb amerikai város. A népességben az 1960-as években csökkenés mutatkozott, majd ez újra növekedésnek indult. A legmagasabb népességet 1950-ben számlálták.
Bronx a negyedik legnépesebb New York öt kerülete közül, és az ötödik legnépesebb járás a New York-i agglomerációban. Bár a köznyelvben egyszerűen „The Bronx” a neve, a járás hivatalos nevében nincs névelő („The”).
Nevét a Bronx folyóról kapta, és mivel a folyókat az angol nyelvben általában névelővel használják, (pl. „the Hudson”) ez a járás nevében is benne maradt.
A folyót egy svédről, Jonas Bronckról nevezték el, aki tengerészkapitány volt és 1641-ben egy  2 km² méretű birtoka volt a Harlem folyó és a Bronx (vagy akkori indián nevén Aquahung) folyó között.